# Кастильо, Мишель дель
Мишель Жанико дель Кастильо (фр. Michel Janicot del Castillo; 2 августа 1933, Мадрид — 17 декабря 2024, Санс) — французский писатель испанского происхождения.

## Жизнь и карьера
Мишель дель Кастильо родился в Мадриде 2 августа 1933 года. Его отец, Мишель Жанико, был французом, а мать, Кандида Изабель дель Кастильо, — испанкой.
Во время Второй мировой войны он вместе с матерью был интернирован в концентрационный лагерь Рьёкро (Манд). Там у него сформировалось чувство принадлежности к этому городу, который впоследствии увековечил его память, назвав в его честь школу (ул. Фобур Мондель, д. 1).
Сначала он изучал политику и психологию, после чего обратился к литературе. На его творчество оказали влияние Мигель де Унамуно и Фёдор Достоевский. Его книги были удостоены ряда литературных наград, в том числе премии Шатобриана за роман «Молчание камней» (1975), премии Ренодо за роман «Ночь декрета» (1981), премии Мориса Женевуа за роман «Улица Архивов» (1994), премии «За интимную прозу» за роман «Мой брат — идиот» (1995) и премии «Фемина» в категории «эссе» за книгу «Колетт, некая Франция» (1999).
В 1997 году он стал членом Королевской академии французского языка и литературы в Бельгии, сменив Жоржа Дюби.

### Личная жизнь
Помимо путешествий, он увлекался классической музыкой и в какой-то момент подумывал о карьере пианиста.
Писатель был открытым гомосексуалом. Жил в Ла-Кальметте, недалеко от Нима, в департаменте Гар.

### Смерть
Мишель дель Кастильо скончался 17 декабря 2024 года в городе Сансе (Бургундия, Франция) на 92-м году жизни от болезни лёгких.
Похоронен 28 декабря 2024 года на кладбище Пер-Лашез в Париже.